# Voleibol nos Jogos Pan-Americanos de 2019 - Feminino
O torneio feminino de voleibol nos Jogos Pan-Americanos de 2019 foi realizado entre os dias 07 e 11 de agosto no centro de esportes da Villa Deportiva del Callao. As partidas foram realizadas no Coliseo Miguel Grau, com capacidade para 5000 pessoas e localizado na cidade portuária de Callao, que faz parte da região metropolitana de Lima. Oito equipes participarão do evento.

## Medalhistas
|  | DOM República Dominicana |  | COL Colômbia |  | ARG Argentina |
|  | Bethania de la Cruz Brayelin Martínez Brenda Castillo Jineiry Martínez Lisvel Elisa Eve Niverka Marte Prisilla Rivera Annerys Vargas Camil Domínguez Cándida Arias Gaila González Yonkaira Peña |  | María Alejandra Marín Camila Gómez Melissa Rangel Valerin Carabali Dayana Segovia María Margarita Martínez Amanda Coneo Angie Velásquez Juliana Toro Darlevis Mosquera Veronica Pasos Ana Karina Olaya |  | Elina Rodríguez Tanya Acosta Yamila Nizetich Daniela Bulaich Simian Lucía Fresco Victoria Michel Tosi Julieta Lazcano Tatiana Rizzo María Victoria Mayer Antonela Fortuna Candelaria Herrera Valentina Galiano |

## Formato
As oito equipes foram divididas em dois grupos de quatro seleções. As equipes do mesmo grupo se enfrentam, totalizando 3 jogos para cada time. Os dois países mais bem classificados de cada grupo avançam para as semifinais. As seleções que terminarem em terceiro lugar nos seus respetivos grupos disputarão o 5º lugar; e as seleções que ficarem em quarto lugar, disputarão o 7º lugar. Nas semifinais, as equipes vencedoras disputarão a medalha de ouro e as perdedoras a medalha de bronze.

## Primeira Fase
|  | Equipes classificadas à semifinais          |
|  | Equipes classificadas à disputa de 5º lugar |
|  | Equipes classificadas à disputa de 7º lugar |

Todas as partidas seguem o fuso horário local (UTC-5).
Grupo A
|     |                          |     | Jogos | Jogos | Jogos | Pontos | Pontos | Pontos | Sets | Sets | Sets  |
| Pos | Equipe                   | Pts | T     | V     | D     | V      | P      | R      | V    | P    | R     |
| --- | ------------------------ | --- | ----- | ----- | ----- | ------ | ------ | ------ | ---- | ---- | ----- |
| 1   | DOM República Dominicana | 9   | 3     | 3     | 0     | 252    | 212    | 1.189  | 9    | 1    | 9,000 |
| 2   | COL Colômbia             | 6   | 3     | 2     | 1     | 289    | 274    | 1.055  | 7    | 5    | 1.400 |
| 3   | PER Peru                 | 3   | 3     | 1     | 2     | 239    | 252    | 0.948  | 4    | 7    | 0.571 |
| 4   | CAN Canadá               | 0   | 3     | 0     | 3     | 224    | 266    | 0.842  | 2    | 9    | 0.222 |

| 07 de agosto 20:30 Relatório | República Dominicana | 3 – 1                   | Colômbia | Centro de esportes VRDC, Lima Público: 3.500 Árbitro(s): PUR Josmer Perez ARG Karina Rene |
| 07 de agosto 20:30 Relatório | 26 27 22 27          | Set 1 Set 2 Set 3 Set 4 | 24 25    | Centro de esportes VRDC, Lima Público: 3.500 Árbitro(s): PUR Josmer Perez ARG Karina Rene |

| 07 de agosto 22:30 Relatório | Peru     | 3 – 1                   | Canadá      | Centro de esportes VRDC, Lima Público: 5.000 Árbitro(s): PUR Hector Ortiz BRA Jediel de Carvalho |
| 07 de agosto 22:30 Relatório | 25 22 25 | Set 1 Set 2 Set 3 Set 4 | 17 21 25 18 | Centro de esportes VRDC, Lima Público: 5.000 Árbitro(s): PUR Hector Ortiz BRA Jediel de Carvalho |

| 08 de agosto 20:30 Relatório | República Dominicana | 3 – 0             | Canadá   | Centro de esportes VRDC, Lima Público: 3 880 Árbitro(s): ARG Karina Rene PUR Hector Ortiz |
| 08 de agosto 20:30 Relatório | 25                   | Set 1 Set 2 Set 3 | 16 22 23 | Centro de esportes VRDC, Lima Público: 3 880 Árbitro(s): ARG Karina Rene PUR Hector Ortiz |

| 08 de agosto 22:30 Relatório | Peru        | 1 – 3                   | Colômbia | Centro de esportes VRDC, Lima Público: 5 000 Árbitro(s): PUR Josmer Perez DOM Yuri Ramírez |
| 08 de agosto 22:30 Relatório | 25 22 21 22 | Set 1 Set 2 Set 3 Set 4 | 21 25    | Centro de esportes VRDC, Lima Público: 5 000 Árbitro(s): PUR Josmer Perez DOM Yuri Ramírez |

| 09 de agosto 20:30 Relatório | Colômbia | 3 – 1                         | Canadá      | Centro de esportes VRDC, Lima Público: 3 025 Árbitro(s): ARG Karina Rene BRA Jediel de Carvalho |
| 09 de agosto 20:30 Relatório | 25 19 25 | Set 1 Set 2 Set 3 Set 4 Set 5 | 18 19 25 20 | Centro de esportes VRDC, Lima Público: 3 025 Árbitro(s): ARG Karina Rene BRA Jediel de Carvalho |

| 09 de agosto 22:30 Relatório | Peru     | 0 – 3             | República Dominicana | Centro de esportes VRDC, Lima Público: 5 331 Árbitro(s): PUR Hector Ortiz CAN Andrew Robb |
| 09 de agosto 22:30 Relatório | 19 16 17 | Set 1 Set 2 Set 3 | 25                   | Centro de esportes VRDC, Lima Público: 5 331 Árbitro(s): PUR Hector Ortiz CAN Andrew Robb |

Grupo B
|     |                    |     | Jogos | Jogos | Jogos | Pontos | Pontos | Pontos | Sets | Sets | Sets  |
| Pos | Equipe             | Pts | T     | V     | D     | V      | P      | R      | V    | P    | R     |
| --- | ------------------ | --- | ----- | ----- | ----- | ------ | ------ | ------ | ---- | ---- | ----- |
| 1   | BRA Brasil         | 6   | 3     | 2     | 1     | 215    | 182    | 1.181  | 6    | 3    | 2,000 |
| 2   | ARG Argentina      | 5   | 3     | 2     | 1     | 266    | 256    | 1.039  | 7    | 5    | 1.400 |
| 3   | PUR Porto Rico     | 4   | 3     | 1     | 2     | 238    | 268    | 0.888  | 5    | 7    | 0.714 |
| 4   | USA Estados Unidos | 3   | 3     | 1     | 2     | 259    | 272    | 0.952  | 5    | 8    | 0.625 |

| 07 de agosto 15:00 Relatório | Brasil | 3 – 0             | Porto Rico | Centro de esportes VRDC, Lima Público: 2.500 Árbitro(s): DOM Yuri Ramírez PER Rocío Huarcaya |
| 07 de agosto 15:00 Relatório | 25     | Set 1 Set 2 Set 3 | 16 15      | Centro de esportes VRDC, Lima Público: 2.500 Árbitro(s): DOM Yuri Ramírez PER Rocío Huarcaya |

| 07 de agosto 17:00 Relatório | Estados Unidos | 2 – 3                         | Argentina   | Centro de esportes VRDC, Lima Público: 2.190 Árbitro(s): COL Misael Galindo CAN Andrew Robb |
| 07 de agosto 17:00 Relatório | 17 25 10       | Set 1 Set 2 Set 3 Set 4 Set 5 | 25 20 18 15 | Centro de esportes VRDC, Lima Público: 2.190 Árbitro(s): COL Misael Galindo CAN Andrew Robb |

| 08 de agosto 15:00 Relatório | Brasil   | 0 – 3             | Argentina | Centro de esportes VRDC, Lima Público: 3 800 Árbitro(s): CAN Andrew Robb PER James Juscamaita |
| 08 de agosto 15:00 Relatório | 23 19 23 | Set 1 Set 2 Set 3 | 25        | Centro de esportes VRDC, Lima Público: 3 800 Árbitro(s): CAN Andrew Robb PER James Juscamaita |

| 08 de agosto 17:00 Relatório | Estados Unidos | 3 – 2                         | Porto Rico | Centro de esportes VRDC, Lima Público: 3 420 Árbitro(s): BRA Jediel de Carvalho PER Rocío Huarcaya |
| 08 de agosto 17:00 Relatório | 25 19 21 25 15 | Set 1 Set 2 Set 3 Set 4 Set 5 | 19 25 16 9 | Centro de esportes VRDC, Lima Público: 3 420 Árbitro(s): BRA Jediel de Carvalho PER Rocío Huarcaya |

| 09 de agosto 15:00 Relatório | Brasil | 3 – 0             | Estados Unidos | Centro de esportes VRDC, Lima Público: 4 500 Árbitro(s): DOM Yuri Ramirez PUR Josmer Perez Broche |
| 09 de agosto 15:00 Relatório | 25     | Set 1 Set 2 Set 3 | 21 22 17       | Centro de esportes VRDC, Lima Público: 4 500 Árbitro(s): DOM Yuri Ramirez PUR Josmer Perez Broche |

| 09 de agosto 17:00 Relatório | Porto Rico  | 3 – 1                   | Argentina   | Centro de esportes VRDC, Lima Público: 3 890 Árbitro(s): PER Rocío Huarcaya COL Misael Galindo |
| 09 de agosto 17:00 Relatório | 21 25 26 25 | Set 1 Set 2 Set 3 Set 4 | 25 16 24 23 | Centro de esportes VRDC, Lima Público: 3 890 Árbitro(s): PER Rocío Huarcaya COL Misael Galindo |

## Decisão do 5º-8º lugar
7º Lugar
| 10 de agosto 15:00 Relatório | Canadá   | 0 – 3             | Estados Unidos | Centro de esportes VRDC, Lima Público: 2.800 Árbitro(s): COL Misael Galindo DOM Yuri Ramírez |
| 10 de agosto 15:00 Relatório | 16 14 23 | Set 1 Set 2 Set 3 | 25             | Centro de esportes VRDC, Lima Público: 2.800 Árbitro(s): COL Misael Galindo DOM Yuri Ramírez |

5º Lugar
| 10 de agosto 17:00 Relatório | Peru           | 2 – 3                         | Porto Rico | Centro de esportes VRDC, Lima Público: 5.000 Árbitro(s): BRA Jediel de Carvalho ARG Karina Rene |
| 10 de agosto 17:00 Relatório | 25 18 20 25 13 | Set 1 Set 2 Set 3 Set 4 Set 5 | 22 25 15   | Centro de esportes VRDC, Lima Público: 5.000 Árbitro(s): BRA Jediel de Carvalho ARG Karina Rene |

## Fase Final
|  | Semifinais           | Semifinais           |   |                      | Medalha de ouro      | Medalha de ouro |  |
|  |                      |                      |   |                      |                      |                 |  |
|  | 10 de agosto – 18:30 |                      |   |                      |                      |                 |  |
|  | Brasil               | 2                    |   |                      |                      |                 |  |
|  | Colômbia             | 3                    |   |                      |                      |                 |  |
|  |                      |                      |   |                      |                      |                 |  |
|  |                      |                      |   |                      | 11 de agosto – 11:00 |                 |  |
|  |                      |                      |   |                      | Colômbia             | 1               |  |
|  |                      | República Dominicana | 3 |                      |                      |                 |  |
|  |                      |                      |   |                      |                      |                 |  |
|  |                      |                      |   |                      |                      |                 |  |
|  |                      |                      |   |                      | Medalha de bronze    |                 |  |
|  | 10 de agosto – 20:30 | 10 de agosto – 20:30 |   | 11 de agosto – 09:00 | 11 de agosto – 09:00 |                 |  |
|  | República Dominicana | 3                    |   | Brasil               | 0                    |                 |  |
|  | Argentina            | 1                    |   |                      | Argentina            | 3               |  |

### Semifinais
| 10 de agosto 18:30 Relatório | Brasil        | 2 – 3                         | Colômbia    | Centro de esportes VRDC, Lima Público: 5.000 Árbitro(s): CAN Andrew Robb PER Rocío Huarcaya |
| 10 de agosto 18:30 Relatório | 25 27 14 26 9 | Set 1 Set 2 Set 3 Set 4 Set 5 | 22 25 28 15 | Centro de esportes VRDC, Lima Público: 5.000 Árbitro(s): CAN Andrew Robb PER Rocío Huarcaya |

| 10 de agosto 20:30 Relatório | República Dominicana | 3 – 1                   | Argentina   | Centro de esportes VRDC, Lima Público: 3.250 Árbitro(s): PUR Hector Ortiz PER James Juscamaita |
| 10 de agosto 20:30 Relatório | 25 26 25             | Set 1 Set 2 Set 3 Set 4 | 18 28 13 21 | Centro de esportes VRDC, Lima Público: 3.250 Árbitro(s): PUR Hector Ortiz PER James Juscamaita |

### Disputa pelo bronze
| 11 de agosto 09:00 Relatório | Brasil   | 0 – 3             | Argentina | Centro de esportes VRDC, Lima Público: 3.217 Árbitro(s): DOM Yuri RamÍrez COL Misael Galindo |
| 11 de agosto 09:00 Relatório | 24 20 21 | Set 1 Set 2 Set 3 | 26 25     | Centro de esportes VRDC, Lima Público: 3.217 Árbitro(s): DOM Yuri RamÍrez COL Misael Galindo |

### Disputa pelo ouro
| 11 de agosto 11:00 Relatório | Colômbia | 1 – 3                   | República Dominicana | Centro de esportes VRDC, Lima Público: 4 588 Árbitro(s): ARG Karina Rene CAN Andrew Robb |
| 11 de agosto 11:00 Relatório | 20 25 16 | Set 1 Set 2 Set 3 Set 4 | 25 19 27 25          | Centro de esportes VRDC, Lima Público: 4 588 Árbitro(s): ARG Karina Rene CAN Andrew Robb |

## Classificação Final
| Pos.              | Equipe               | Campanha | Campanha |
| Pos.              | Equipe               | V        | D        |
| ----------------- | -------------------- | -------- | -------- |
| Medalha de ouro   | República Dominicana | 5        | 0        |
| Medalha de prata  | Colômbia             | 3        | 2        |
| Medalha de bronze | Argentina            | 3        | 2        |
| 4°                | Brasil               | 2        | 3        |
| 5°                | Porto Rico           | 2        | 2        |
| 6°                | Peru                 | 1        | 2        |
| 7°                | Estados Unidos       | 2        | 2        |
| 8°                | Canadá               | 0        | 4        |

## Premiações individuais
Os destaques individuais da competição foram:
| - Most Valuable Player Bethania de la Cruz - Melhor Oposto Lucía Fresco - Melhores Ponteiras Brayelin Martínez Bethania de la Cruz | - Melhor Levantadora María Victoria Mayer - Melhores Centrais Jineiry Martínez Lisvel Elisa Eve - Melhor Líbero Camila Gómez |